# Damavallaby
Damavallaby (Macropus eugenii) är en pungdjursart som först beskrevs av Anselme Gaëtan Desmarest 1817. Macropus eugenii ingår i släktet Macropus och familjen kängurudjur. Inga underarter finns listade.

## Utseende
Arten når en kroppslängd (huvud och bål) av 52 till 68 cm och en svanslängd av 33 till 45 cm. När den står på bakbenen är den cirka 45 cm hög. De minsta fullvuxna individerna väger cirka 4 kg. Honor är något mindre än hannar och med en maximal vikt av 6,9 kg även lättare. Hannar kan väga upp till 9,1 kg. Damavallabyn kännetecknas av ett litet huvud, stora öron och en svans som blir smalare mot spetsen. Pälsen är på ovansidan grå till gråbrun och på buken ljusare grå till gul. Kring extremiteterna finns vanligen en röd skugga. Arten har liksom andra släktmedlemmar långa och kraftiga bakre extremiteter för att kunna hoppa.

## Utbredning
Denna vallaby förekommer i sydvästra Australien men hade där tidigare ett betydligt större utbredningsområde. Arten lever även på några mindre öar i regionen samt på Kangaroo Island. Populationen på fastlandet dog ut under 1930-talet. Året 1870 hade kolonialpolitikern Sir George Grey flyttat en population till Kawau Island som tillhör Nya Zeeland. Dessa populationer som nu lever på Australiens fastland blev återintroducerade med hjälp av exemplar som hämtades från australiska öar och från Kawau Island. Utbredningsområdet är delvis täckt av träd och buskar men arten håller sig vanligen till de öppna gräsmarkerna.

## Ekologi
Hannar och honor bildar flockar och inom flocken upprättas en hierarki. Den största och kraftigaste hannen är flockens mest dominanta djur. För att avgöra positionens i hierarkin utförs även rituella och allvarliga strider. Under de senare drar motståndarna varandra med framtassarna i huvudet och de sparkar med bakbenen mot varandra. Detta beteende används även mot fiender som dingon. Med sina skarpa klor kan vallabyn skada dingon allvarligt. En flock kan ha upp till 50 medlemmar och reviret är maximalt 100 hektar stort.
Vid långsamma rörelser går damavallabyn på fyra fötter. Vid ökningen av hastigheten byter den mellan 1,25 och 1,6 m/s till en hoppande rörelse på bakfötterna. Skuttarnas längd varierade under en studie från 1987 mellan 0,7 och 2,5 meter.
Damavallabyn äter gräs, blad och andra växtdelar. Den föredrar gräs med strån som är upp till 50 cm långa. Arten är mindre framgångsrik när den väljer buskarnas blad och den tappar många blad. När damavallabyn äter från buskar håller den växten mellan fingrarna och handflatan. En avhandling från 2011 registrerade 24 olika växter som ingår i födan. Arten har förmåga att dricka havsvatten, något som oftast sker i torra regioner.
Arten är främst aktiv på natten. Individerna gömmer sig på dagen i områden med buskar.
Flockens alfahanne är den förste som får para sig med en hona. Honan parar sig däremot flera gånger, även med andra hannar från flocken. Embryons utveckling vilar en längre tid när honan har en diande unge i pungen (marsupium). När syskonet lämnar pungen börjar den egentliga dräktigheten som varar i 25 till 28 dagar. Honan föder oftast en enda unge som är underutvecklad och som kravlar till pungen. Ungen stannar 8 till 9 månader i pungen och den får ytterligare en eller två månader di när den främst lever utanför pungen. Könsmognaden infaller för honor efter cirka 9 månader och för hannar efter ungefär två år.
Uppskattningsvis lever honor 14 år och exemplar av hankön 11 år.

## Damavallabyn och människor
Den första kängurun som observerades av europeiska upptäcktsresande var en damavallaby. Upptäckten gjordes 1629 när det holländska fartyget Batavia strandade vid Wallaby Islands.
Artepitetet i det vetenskapliga namnet är bildat av det ursprungliga namnet för ön St Peter i Nuyts Archipelago (L´íle Eugène).
Arten konkurrerar liksom andra kängurur med betande tamfår. De kan minska fårens tillgång till föda betydligt. Damavallabyn jagas av människor för att förbättra fårens situation samt även för hudens skull; den förarbetas till läder. Djuret påverkas negativt av introducerade fiender som rödräven och tamkatt. Några exemplar dör under okontrollerade bränder eller i trafiken.
För att bevara arten placeras gift mot rävar i damavallbyns utbredningsområde. Djuret återintroduceras i områden där det var utdött. Damavallbyn förekommer i två nationalparker och i andra naturskyddsområden. IUCN kategoriserar arten globalt som livskraftig.
Damavallyn var det första australiska pungdjuret och det andra pungdjuret överhuvudtaget som fick sitt genom kartlagt.

## Bildgalleri

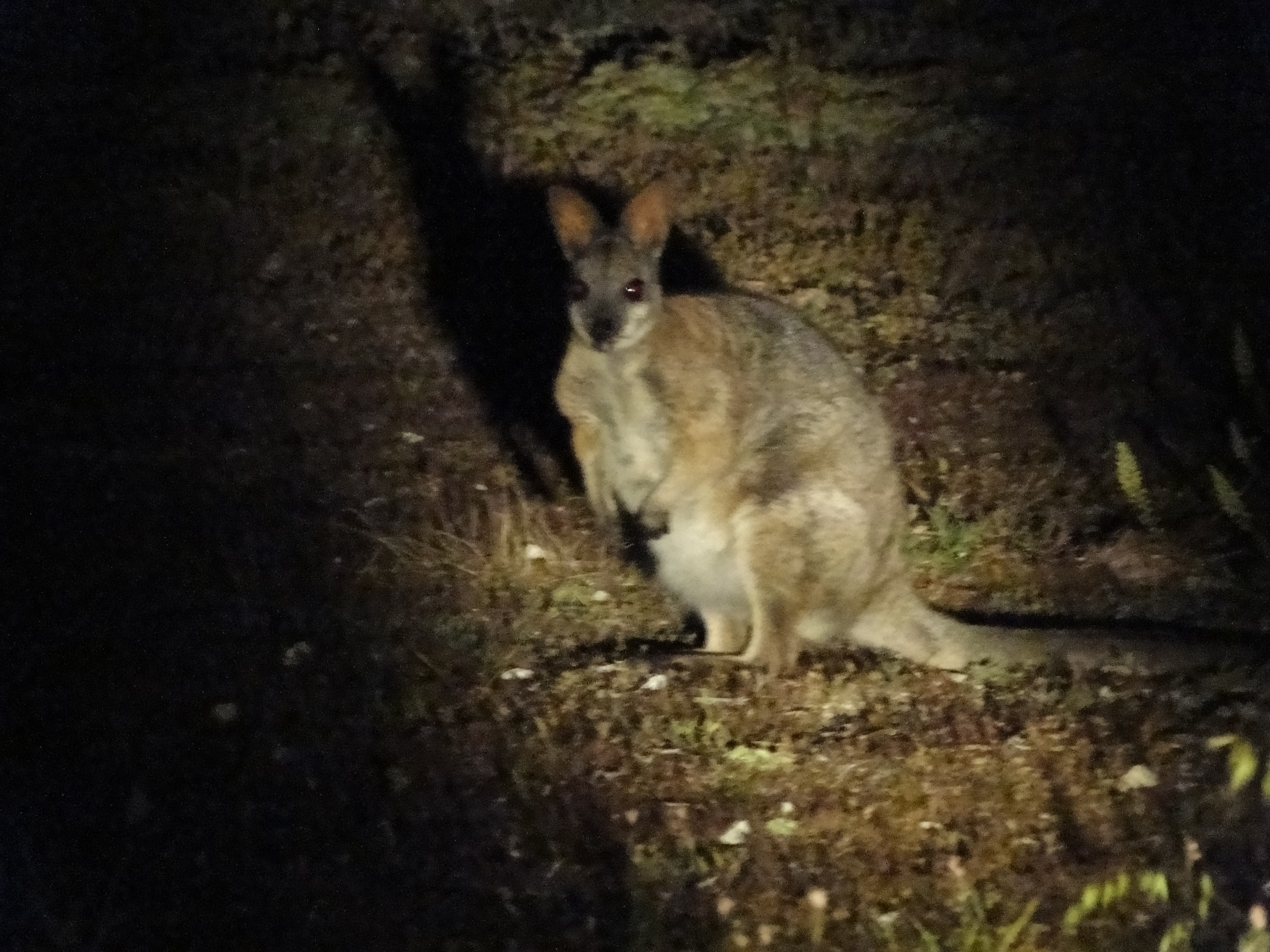
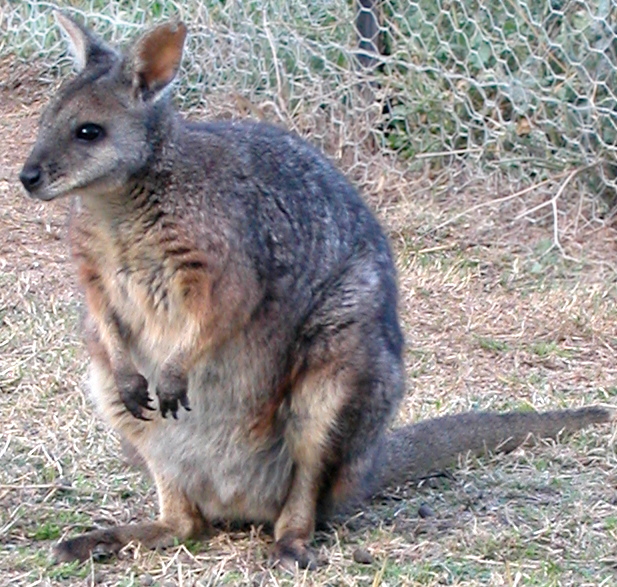
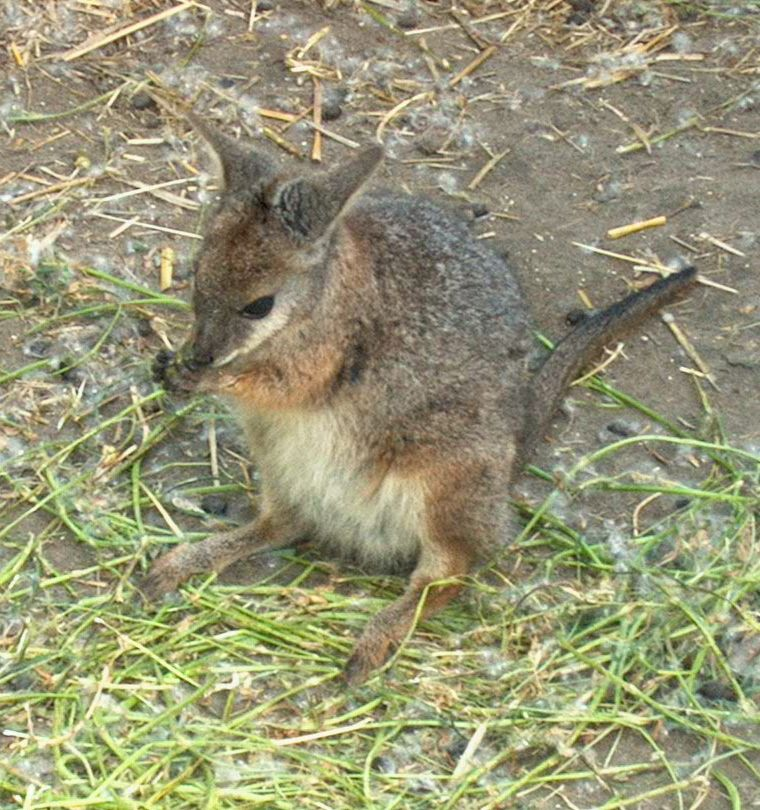
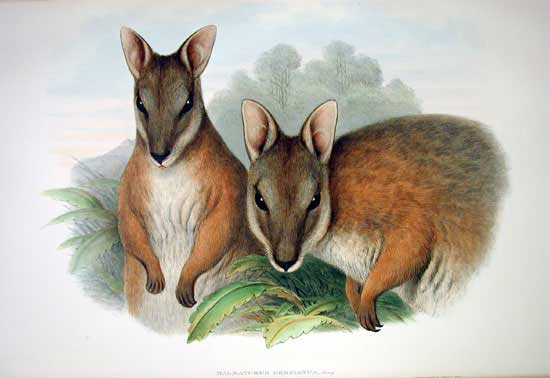
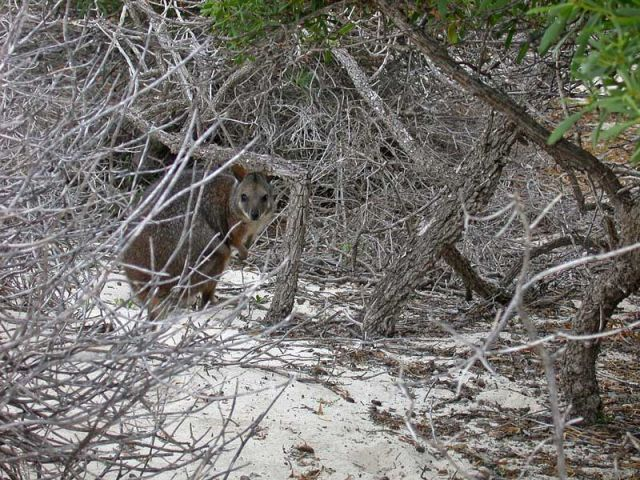